# Jackie Rea
Jack 'Jackie' Rea (6 de abril de 1921 - 20 de octubre de 2013) fue un jugador de snooker de Irlanda del Norte.

## Campeonato irlandés y amistad con Alex Higgins
Rea nació en Dungannon, County Tyrone, Irlanda del Norte y comenzó a jugar a la edad de 9 en la sala de billar del bar de su padre en Dungannon. Rea ganó el Campeonato de Snooker del All-Ireland en 1947 y también el Campeonato de Snooker de Irlanda del Norte el mismo año. Rea se convirtió en Campeón Profesional irlandés en 1952 a través de la derrota de Jack Bates y sostuvo el campeonato hasta ser derrotado por Alex Higgins en enero de 1972. Rea sostuvo ante Higgins 5-4 después de la primera sesión, pero Higgins se alejó para ganar 28-12, la última sesión programada no se requirió (y jugó como un partido de exhibición).